# 広開土大王級駆逐艦
広開土大王級駆逐艦（朝鮮語: 광개토대왕급 구축함、こうかいどだいおうきゅうくちくかん、クァンゲトデワンきゅうくちくかん、英: Gwanggaeto the Great class destroyer、英: Kwanggaeto the Great class destroyer）は、大韓民国海軍の駆逐艦の艦級。大韓民国初の国産駆逐艦である。

## 来歴
大韓民国海軍の建軍当初、その作戦海域は沿海域に限定されており、1951年の時点では、外洋作戦艦としては小型・低速の豆満級フリゲート（PF; 旧米タコマ級）2隻を保有するのみであった。一方、朝鮮戦争中、連絡士官や教育訓練のためアメリカ海軍駆逐艦に乗艦した経験を持つ韓国海軍軍人は多く、艦隊駆逐艦は優れた機動力と強い火力を備えた夢の軍艦として捉えられていたこともあって、1958年に着手された「新芽計画」（새싹계획）で、早くも駆逐艦の取得が盛り込まれた。当初計画では1959年より受領を開始することとなっていたが、アメリカ合衆国で1955年1月29日に制定された艦艇貸与法により、駆逐艦以上の艦艇を貸与する際にはアメリカ合衆国議会の承認が必要となったこともあって、計画は遅延を強いられた。韓国海軍初の艦隊駆逐艦の就役は1963年5月16日までずれ込み、フレッチャー級駆逐艦「アーベン」が「忠武」として再就役した。その後も、2番艦以降の貸与についての提案がアメリカ合衆国上院軍事委員会で一度否決されるなど計画は難航したものの、アーレイ・バーク提督の仲介もあって徐々に実現していき、1981年までに12隻の駆逐艦を取得して、艦隊の主力を構成した。これらの駆逐艦はいずれも1940年代に建造されたもので、アメリカ海軍でのFRAM (Fleet Rehabilitation and Modernization) 改修によって装備は近代化されていたものの、船体の老朽化は進んでいた。
韓国では、1970年代に朴正煕政権が発表した「自己完結型の国防力整備を目指した8ヶ年計画」に基づいて戦闘艦の国産化に着手しており、1980年代には既に蔚山級フリゲートや東海級コルベットが建造されていた。これらの経験を踏まえて、1980年代初頭からは駆逐艦の国内建造のための基礎研究及び資料収集に着手し、これを第2次戦力増強事業（1982年-1986年）に反映した。駆逐艦の国内建造計画は、1985年には「韓国型駆逐艦」（Korean Destroyer eXperimental: KDX）計画と命名されるとともに正式に推進が決定され、1986年に大宇造船海洋（現在のハンファオーシャン）が製作会社として選定された。これを受けて、同年12月22日には、この事業を管理する「韓国型構築艦事業団」が発足した。
しかし駆逐艦の建造に要する技術レベルは、フリゲートやコルベットとは段違いであった。海軍は、船体は国内で設計し、装備品は海外のものを導入することとしたが、大型艦の概念設計と、海外技術の検討および統合も、困難な課題であった。当初計画では1992年末には1番艦が起工され、1996年には竣工する予定であったが、予備設計が1993年末まで延長されたことから、計画も後倒しされた。計画名は、当初はKDX-2000とされていたが、後にKDX-2（現在の李舜臣級）計画がスタートすると、これにあわせて、こちらはKDX-1と称されるようになった。当初は最大20隻の建造も検討されたが、結局3隻の建造にとどまった。

## 設計

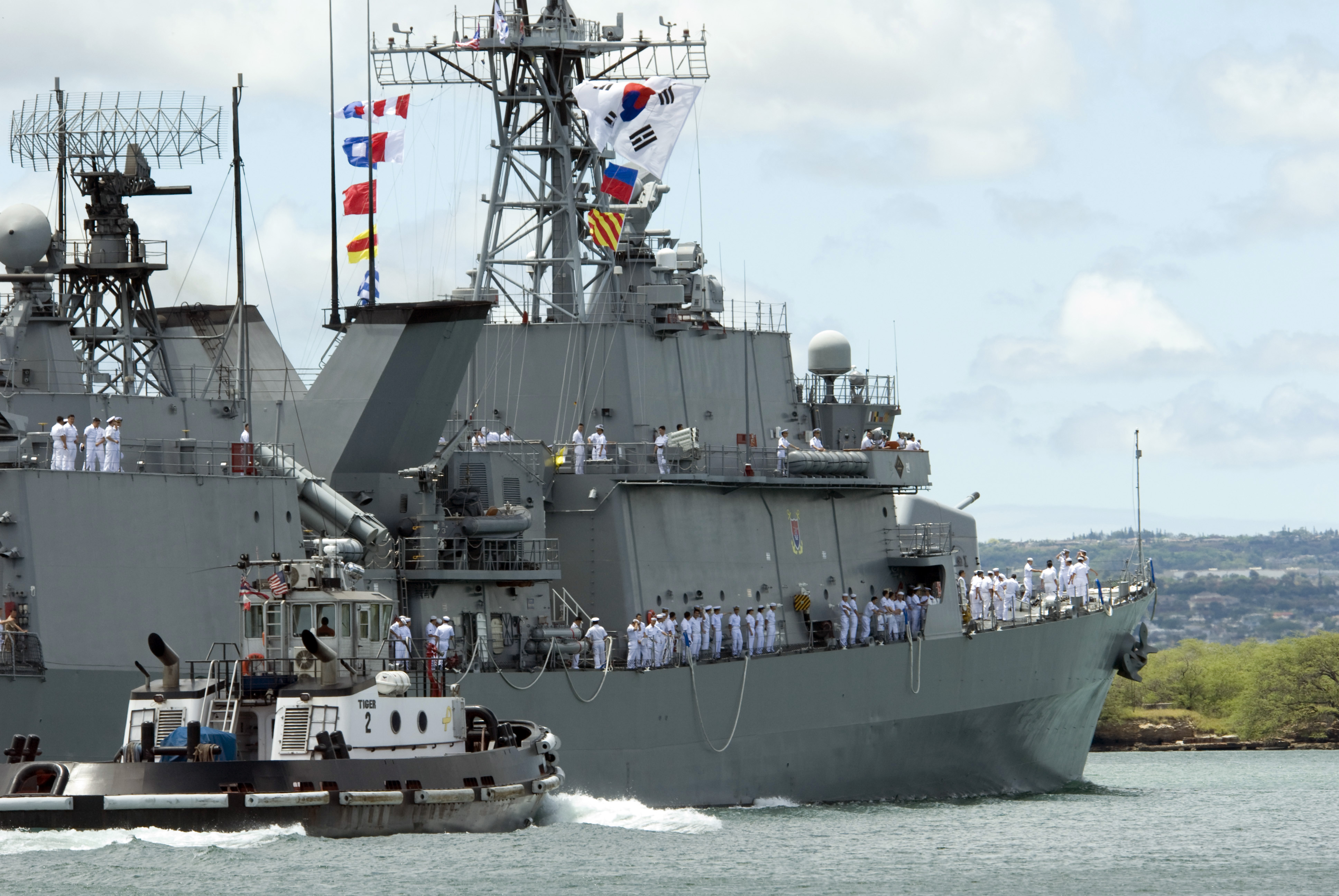
右舷後方からの艦影

船型としては平甲板型が採用されているが、格納庫を設置した後部上部構造物は両舷いっぱいまで広げられている。艦内容積の不足を補うため、艦の長さに比較して上部構造物は高く、また艦橋構造物の上にも大型の甲板室が設けられているために全体の印象はややトップヘビーなものとなっている。また実際にも、艦内余積に乏しく、復原性などの洋上行動力にも問題があると言われている。なお、V字型に傾斜した並列式の2本煙突が設置されており、ステルス性を企図したものという説もあるが、艦型の拡大にともなって船体中央部に余裕ができたKDX-2ではシンプルな単煙突に改められた。
主機には蔚山級を踏襲してCODOG方式を採用しており、高速機は同じゼネラル・エレクトリック LM2500ガスタービンエンジンであるが、巡航機としてはV型20気筒に強化したMTU 20V956 TB92ディーゼルエンジンが採用された。推進器としては可変ピッチ式スクリュープロペラが両舷に計2軸配置されており、巡航機と高速機は各推進器に1基ずつ、減速機を介して接続されて、これを駆動する。また電源としては、出力800kWのディーゼル発電機が4基搭載されている。

## 装備

### C4ISR
電子装備に関しては米欧折衷とされている。戦術情報処理装置としては、イギリス海軍が23型フリゲートで搭載したSSCS Mk.7をベースにしたKDCOM-Iが搭載された。また戦術データ・リンクとしては、アメリカ合衆国のリットン・インダストリーズ社（現ノースロップ・グラマン・シップ・システムズ）が開発したLNTDSを韓国向けに改正した韓国型NTDS（KNTDS）を搭載している。
なお、2012年以降、2014年10月までの間に、戦闘システムが予期せず24回もシャットダウンしていることが判明している。このため、韓国海軍では予期せぬシャットダウンを防ぐために毎日戦闘システムをリセットしている。この問題を根本的に解決するために、韓国海軍は本型の戦闘システムのアップグレードを検討している。
センサについては、レーダーは、対空捜索用としてはアメリカのレイセオン社のAN/SPS-49(v)5を後檣上に、目標捕捉用としてはオランダのタレス・ネーデルラント社のMW-08を前檣上に搭載する。またソナーは、ドイツのアトラス社のDSQS-21BZを艦底に装備するほか、アメリカからの技術導入を受けたと思われる国産のSQR-220K戦術曳航ソナーも装備化されている。

### 武器システム
防空用としては、RIM-7P シースパロー個艦防空ミサイルの垂直発射機（VLS）である16セルのMk.48 mod.2を艦橋構造物直前の甲板室に収容した。なお、Mk.48 VLS自体は海上自衛隊のむらさめ型護衛艦などでも採用実績があるが、これを埋め込み式で搭載したのは本級のみである。その誘導は、前檣直前の艦橋上と後檣直後の上部構造物上に1基ずつ搭載されたSTIR-180レーダーによって行われるが、これは主砲の射撃指揮と兼用である。
主砲としてはオート・メラーラ社製127mmコンパット砲を艦首甲板に、また近接防御用のゴールキーパー 30mmCIWSを艦橋構造物上04甲板レベルと後部上部構造物上03甲板レベルに搭載した。
対水上火力としては、ボーイング・ハープーン ブロックIC艦対艦ミサイルの4連装発射筒2基を煙突直後の01甲板レベルに搭載している。また対潜兵器としては、Mk.32 3連装短魚雷発射管を煙突両脇の上甲板上両舷に搭載する。ここから発射する短魚雷としては、当初はアメリカ製のMk.46が用いられていたが、より高速の国産機であるK745 青鮫の装備化にともなって、こちらに切り替えられていくものと考えられている。
電子戦装置としては、アメリカのアルゴ社（ARGOSystems）のAPECS-II/AR-700電波探知妨害装置が搭載された。これは電子戦支援用のAR-700電波探知装置と電子攻撃用のAPECS-II（Advanced Programmable Electonic Countermeasure System）電波妨害装置を統合したもので、ポルトガル海軍のヴァスコ・ダ・ガマ級フリゲートやギリシャ海軍のイドラ級フリゲートで採用実績があった。またこれと連動するチャフ・フレア発射機としては、従来用いられてきたアメリカのMk 36 SRBOCにかえて、欧州CSEE社製のDAGAIE Mk.2が搭載されている。

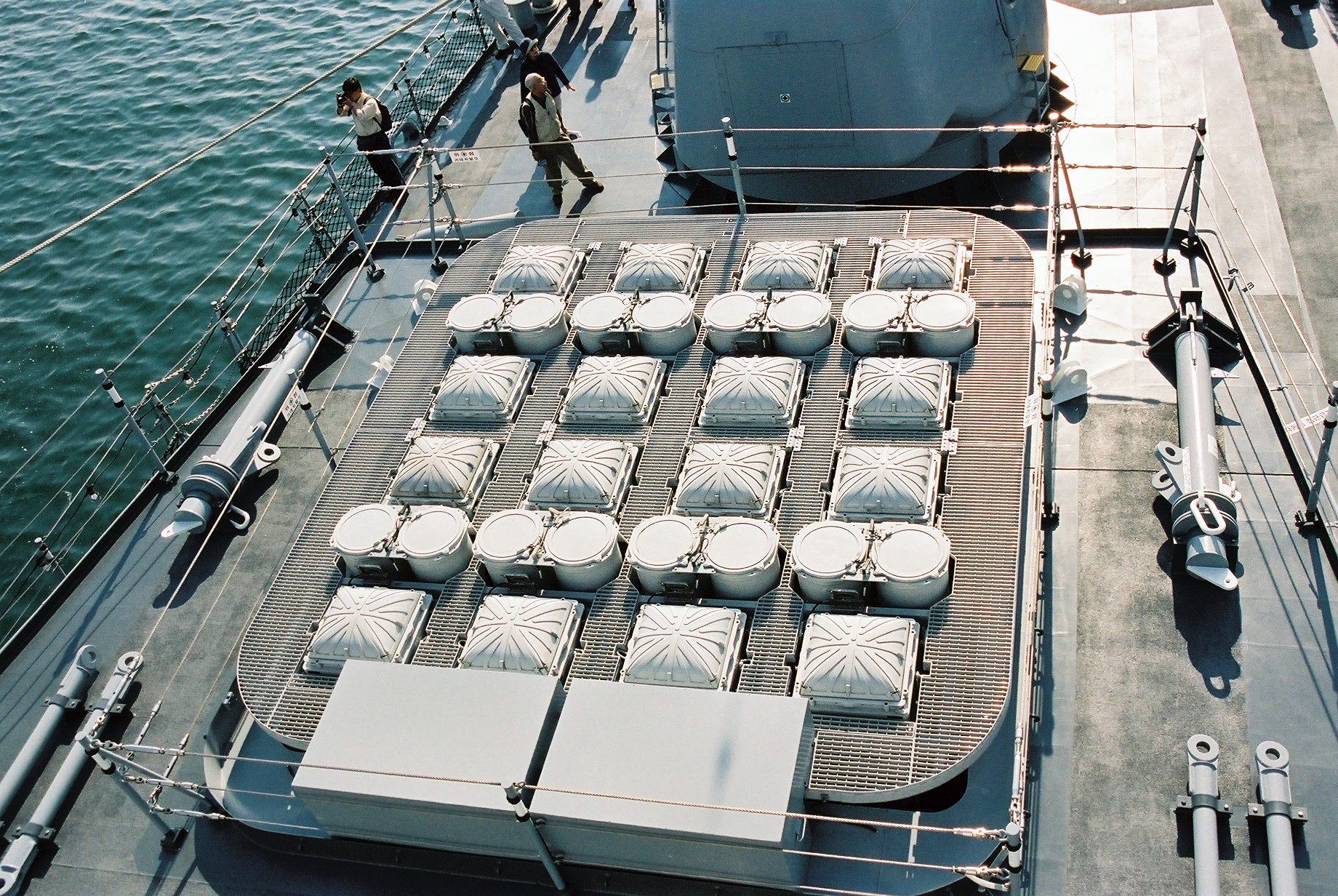
「広開土大王」艦上のMk.48 mod.2
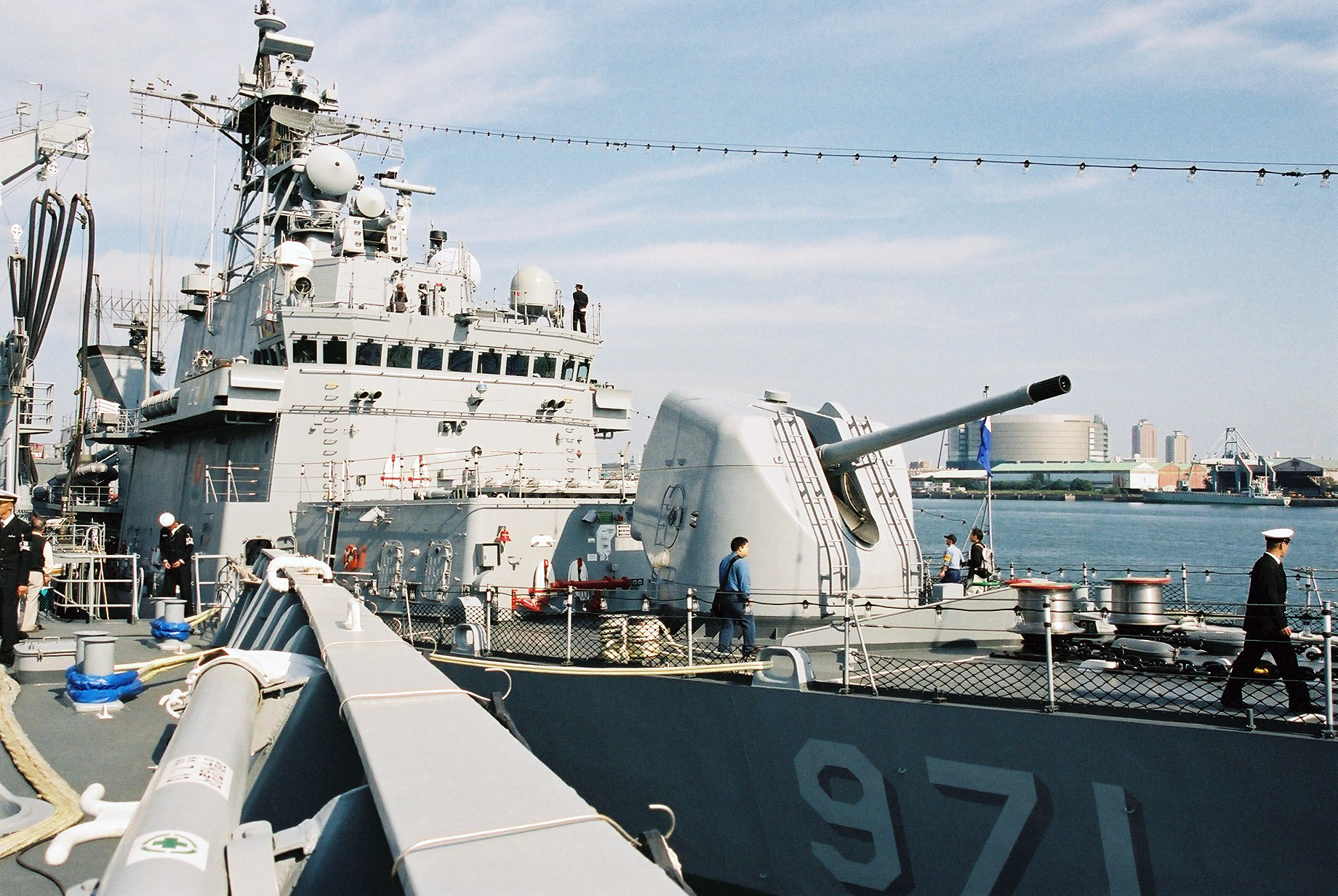
「広開土大王」艦上の127mmコンパット砲
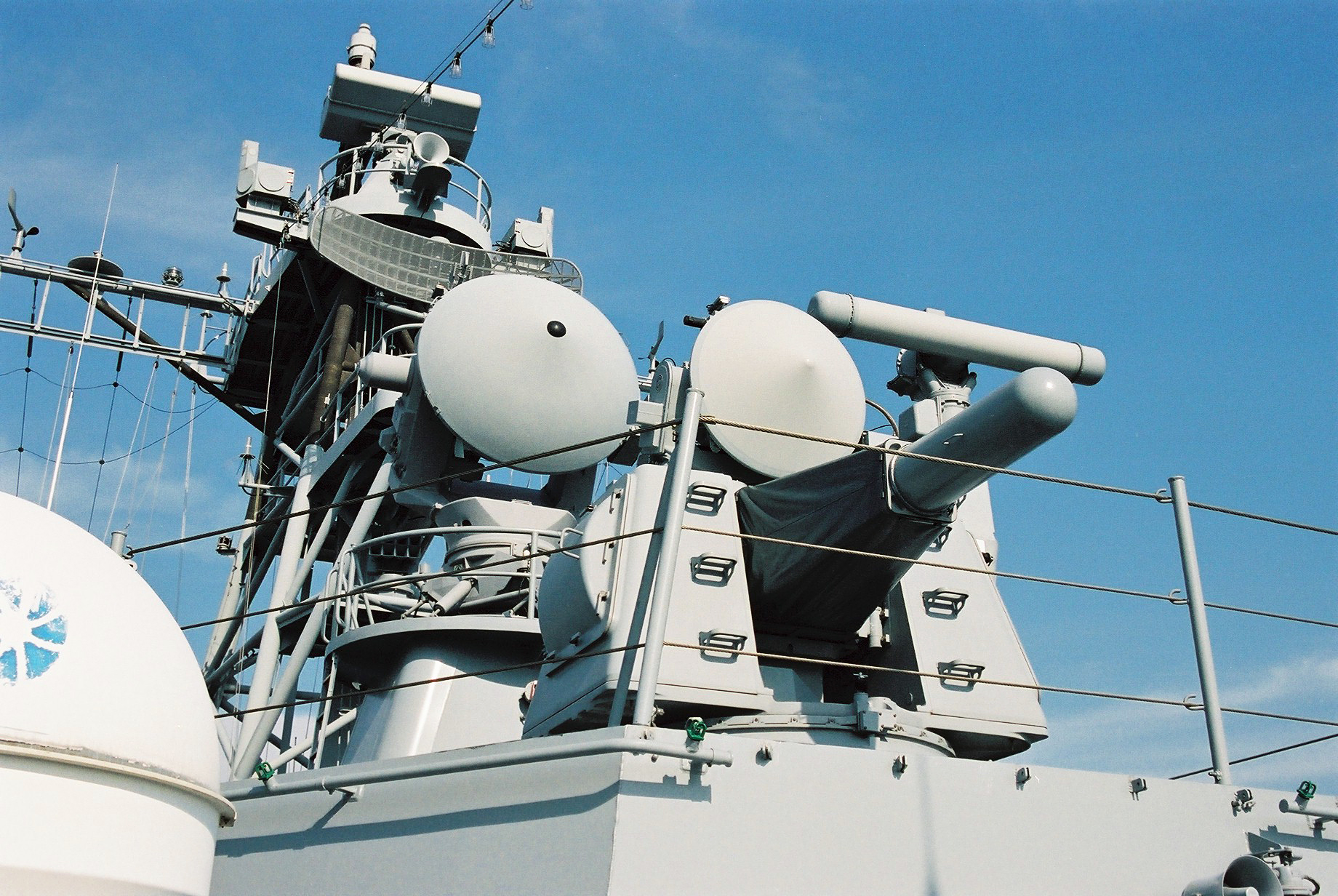
「広開土大王」艦上のゴールキーパーCIWS

## 同型艦

### 一覧表
艦名は、4世紀末から5世紀初めにかけて高句麗国王だった広開土王より名を取った。2番艦の乙支文徳は隋軍と戦った高句麗の将軍名、3番艦の楊万春は唐軍と戦った高句麗の将軍名。
| 艦番号  | 艦名                            | 建造       | 起工        | 進水            | 竣工           |
| ------- | ------------------------------- | ---------- | ----------- | --------------- | -------------- |
| DDH-971 | 広開土大王 （クァンゲトデワン） | 大宇重工業 | 1995年 10月 | 1996年 10月27日 | 1998年 7月24日 |
| DDH-972 | 乙支文徳 （ウルチムンドク）     | 大宇重工業 | 1996年 1月  | 1997年 10月16日 | 1999年 8月31日 |
| DDH-973 | 楊万春 （ヤン・マンチュン）     | 大宇重工業 | 1996年      | 1998年 9月30日  | 2000年 6月30日 |

### 運用史

#### レーダー照射問題
2018年12月20日、DDH-971 広開土大王が能登半島沖で海上自衛隊第4航空群のP-1哨戒機の接近に対して火器管制レーダーを複数回照射したとされる韓国海軍レーダー照射問題を惹起した。

#### 改修
2016年9月から、指揮管制装置を国産の新型に、曳航ソナーをFFXと同系統のものにそれぞれ換装する能力向上改修が開始された。2020年9月には1番手となる3番艦が改修を完了し、2021年12月28日までに全艦の改修を完了した。